# Vlatko Lozanoski

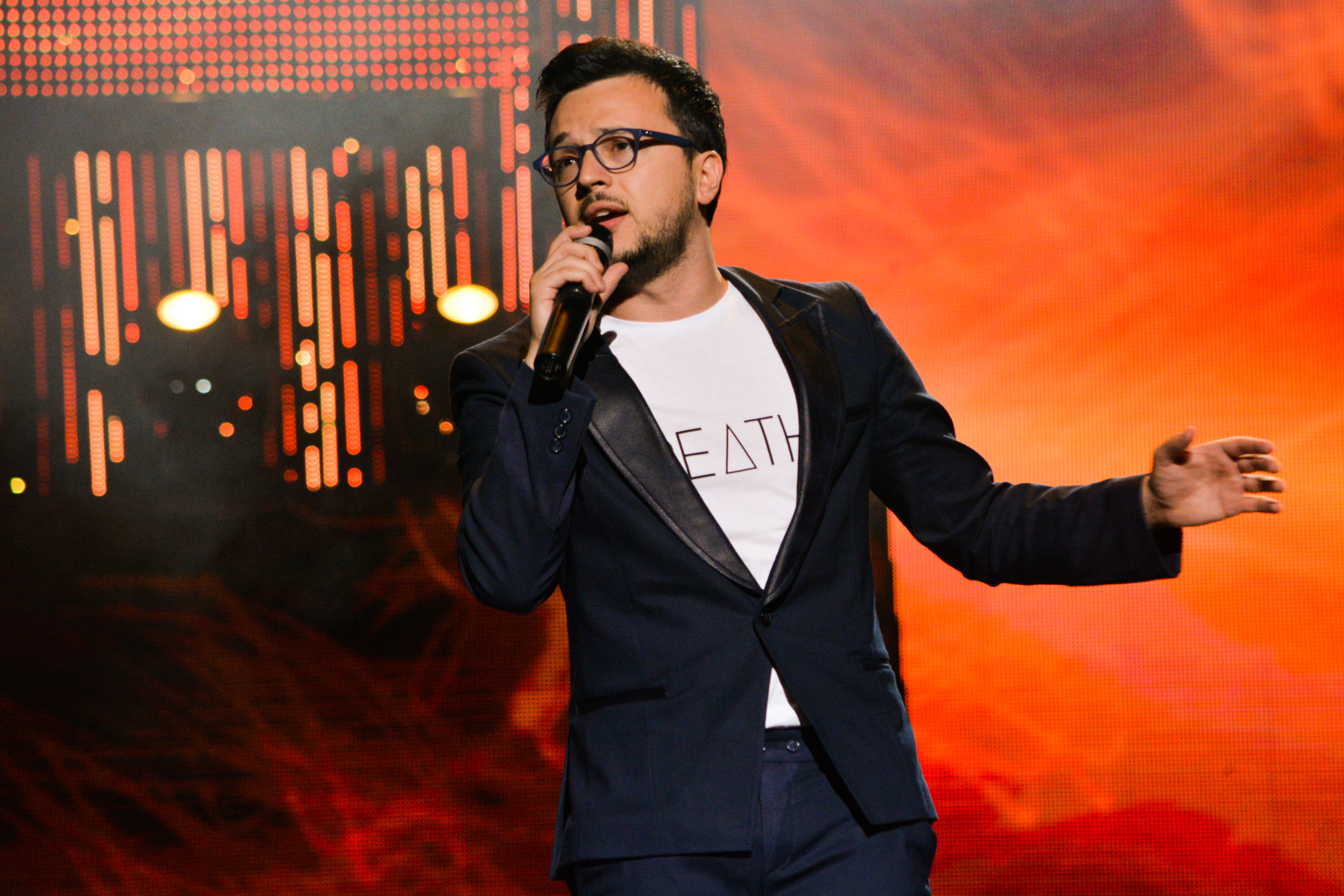
Vlatko Lozanoski (2015)

Vlatko Lozanoski, auch bekannt als Lozano (mazedonisch Влатко Лозаноски/Лозано; * 27. Juni 1985 in Kičevo) ist ein nordmazedonischer Pop- und Rocksänger.

## Leben und Wirken
Seit 2007 wurde Lozanoski als Teilnehmer diverser Gesangswettbewerbe bekannt. Mit dem Popsong Vremeto da Zastane wurde er 2008 mit dem Großen Preis beim Musikfestival MakFest ausgezeichnet. 2009 und 2010 nahm er an der mazedonischen Vorauswahl zum Eurovision Song Contest teil, bei denen er jeweils den vierten Platz erreichte. 2010 erschien sein Debütalbum Lozano. Er wurde zusammen mit der Sängerin Esma Redžepova vom Rundfunk MRT ausgewählt, für Mazedonien beim Eurovision Song Contest 2013 in Malmö anzutreten. Das Duo konnte sich allerdings nicht für das Finale qualifizieren.

## Diskografie

### Alben
- 2010: Lozano
- 2012: Preku sedum morinja
- 2018: Deset

### Singles und EPs
- 2012: Breathe in Love
- 2013: Pred da se razdeni
- 2013: If i could change the world
- 2018: Jako Jako
- 2018: Nadez